# HD350057
HD350057 — подвійна зоря. 
Дана подвійна система має видиму зоряну величину в смузі V приблизно11,0.

## Подвійна зоря
Головна зоря цієї системи належить до хімічно пекулярних зір й має спектральний клас A6.
В той же час спектральний клас іншої компоненти залишається  ще не визначеним.

## Пекулярний хімічний склад
Зоряна атмосфера HD350057 має підвищений вміст 
Sr
.